# Conostigmus hyalinipennis
Conostigmus hyalinipennis är en stekelart som först beskrevs av William Harris Ashmead 1887.  Conostigmus hyalinipennis ingår i släktet Conostigmus och familjen trefåresteklar. Inga underarter finns listade i Catalogue of Life.